# Roura
Roura es una comuna francesa situada en la Guyana Francesa. 

## Geografía
La comunidad se compone de varias ciudades: la ciudad criolla de Roura, la aldea Palikour de Favard, la aldea Hmong de Cacao, laosiano de las comunidades de Daca y haitiano de Fourgassié. La ciudad está instalada en los bancos del río de Oyak, cerca de la desembocadura en el río de Mahury.